# Wiszenki (obwód tarnopolski)
Wiszenki (ukr. Вишеньки, Wyszeńky) – wieś na Ukrainie, w  obwodzie tarnopolskim, w rejonie tarnopolskim.
Do 2020 w rejonie trembowelskim.